# Joint War Plans Committee
Das Joint War Plans Committee (JWPC) war ein Gremium während des Zweiten Weltkriegs aller US Joint Chiefs of Staff zusammen mit den britischen Stabschefs. Es wurde Anfang 1942 gegründet und erhielt seinen endgültigen Namen im Mai 1943.
Das JWPC war den Joint Staff Planners (Joint Planning Staff – JPS) unterstellt und seine Subgremien waren das Joint Intelligence Commitee (JIC) und das Joint Logistics Commitee (JLC).

## Gründungsgeschichte
Die Mitglieder der Joint Staff Planners, die auch schwere Planungsaufgaben innerhalb der Kriegs- und Marineabteilungen hatten, wurden bei ihren Funktionen als Joint Chiefs of Staff von einem Vollzeit-Unterausschuss unterstützt. Dieser Arbeitsausschuss, der eine Fortsetzung des Joint Strategic Committee des Joint Board war, erhielt am 9. März 1942 eine Anweisung von den Joint Chiefs of Staff und wurde zunächst Joint United States Strategic Committee (JUSSC) benannt. Die Operations Division (OPD) stellte alle drei oder vier Vertreter der Armee (einschließlich Army Air) darin. Das JUSSC befasste sich in erster Linie mit einer breiten strategischen Planung auf gemeinsamer Ebene und verwandten politischen Angelegenheiten wie der Mobilisierung und dem Einsatz von Arbeitskräften durch die drei Dienste.
1943 begann US-General George C. Marshall mit der Aufgabe, die Agenturen des Joint Chiefs of Staff neu zu organisieren, um das Erreichens dienststellenübergreifender und internationaler Vereinbarungen neu zu definieren. Sein Stellvertreter, General Joseph T. McNarney, beteiligte sich aktiv an der Ausarbeitung der tatsächlich durchgeführten Reformen und kontrollierte auch für General Marshall die erforderlichen administrativen Anpassungen innerhalb des Kriegsministeriums. Die Verringerung der Themenanzahl und deren Umfang, zu denen der JPS-Ausschuss versuchte, gemeinsame Vereinbarungen auszuarbeiten, war die wichtigste Errungenschaft der Neuorganisation. Eine gewisse Erleichterung für das JPS wurde eingeführt, indem die Arbeit mit einem anderen gemeinsamen Ausschuss geteilt wurde, der ursprünglich als Gemeinsamer Verwaltungsausschuss und später als Gemeinsamer Logistikausschuss (JLC) bezeichnet wurde. Die Einrichtung dieses neuen Komitees war ein revolutionärer Schritt bei der Durchführung gemeinsamer und kombinierter Planungen für die Beschaffung, Zuweisung und den Transport von Vorräten und Ausrüstung.
Das Komitee war der Ansicht, „dass alle Studien über gemeinsame Aktionen und gemeinsame Kriegsplanung ab dem Zeitpunkt der Studien oder Kriegspläne durch gemeinsame Aktionen durchgeführt werden, eingeleitet werden sollten.“ Um diese Aufgabe zu erfüllen, schlug das Komitee vor, ein Joint War Plans Committee einzurichten, das aus dem Joint U. S. Strategic Committee und Mitgliedern der bestehenden Planungsabteilungen der einzelnen Joint Staff Planners bestehen sollte. Die weiteren Mitglieder sollten nach Bedarf detailliert und in Arbeitsgruppen oder Teams organisiert werden.
Im Mai 1943 erhielt das JUSSC eine Charta und wurde folglich in Joint War Plans Committee (JWPC) umbenannt, wie es während des restlichen Krieges bekannt war. Die Gründung des JWPC kam gerade rechtzeitig, um die Aufgabe zu übernehmen, gemeinsame Studien für die amerikanische Delegation zur Verwendung bei der kommenden Trident-Konferenz in Washington vorzubereiten.
Das JWPC entwarf Studien und strategische Pläne, die jede größere gemeinsame oder kombinierte Operation im Zweiten Weltkrieg abdeckten. Drei oder vier OPD-Offiziere, die eine Verwaltungseinheit in der OPD-Organisation bildeten, bildeten die Armeeabteilung (zu dieser Zeit sowohl von der Marine- als auch von der Army Air Forces-Abteilung getrennt) des JWPC.
Das JWPC war zusammen mit seiner Mutterorganisation für den größten Teil der strategischen Planung während des Krieges verantwortlich, während das Joint Strategic Survey Committee (JSSC), vorbehaltlich ziviler Belange, als hochrangiger strategischer Think-Tank für die Joint Chiefs of Staff fungierte.
Colonel William W. Bessell, Jr., von der OPD Strategie Sektion wurde zum hochrangigen Armeemitglied des JWPC ernannt und blieb dies bis zum Kriegsende mit Japan.
Um engere Arbeitsbeziehungen zwischen den Armeemitgliedern des JWPC und OPD zu fördern, wurden ab Anfang 1944 jeden Montag und Donnerstag Besuche beim JWPC durch einen Offizier der Strategieabteilung und dienstags durch JWPC-Mitglieder beim OPD offiziell geplant. Am Samstagvormittag beriet sich Colonel Bessell mit dem Leiter der Strategieabteilung.

## Ausarbeitungen und Studien

### Operation Overlord
Auf der Trident-Konferenz wurde eine vorläufige Einigung mit den Briten erzielt, um mit den Vorbereitungen für eine Invasion in Frankreich zu beginnen.

### Bombardierung von Japan
Auf der Sextant-Konferenz im November 1943 in Kairo wurde die Operation Matterhorn vom JWPC genehmigt. Die Operation umfasste die strategische Bombardierung japanischer Streitkräfte durch B-29 Superfortresses, die in Indien und China stationiert waren.

### Operation Olympic
Die Armeeabteilung des JWPC bereitete Mitte 1944 eine Studie über das damals umstrittene Thema der Operationen gegen Kyūshū vor (→ Operation Olympic), wobei sie völlig unabhängig von den Marinemitgliedern des Komitees arbeitete. Die Studie ging als Papier der Strategieabteilung direkt an General Marshall, der sie von General Brehon B. Somervell und abschließend von Admiral William Daniel Leahy überprüfen ließ, ohne sie in gemeinsame Planungskanäle einzubringen. Am 15. Juni 1945 legte das Joint War Plans Committee seinen Entwurf des Papiers dem Joint Planning Staff vor. Ein darauf basierendes Memorandum von Admiral Leahy bereitete das Treffen am 18. Juni mit Präsident Truman vor, bei dem die Pläne zur Beendigung des Krieges mit Japan überprüft werden sollten.

### Pincher Studie
Auf eigene Initiative hin startete das Joint War Plans Committee Ende 1945 eine Reihe von Studien mit dem Decknamen Pincher, um die Probleme eines Krieges gegen die Sowjetunion zu untersuchen. In dieser umfangreichen Studie wurde beschrieben, wie die ersten zwölf bis achtzehn Monate des Dritten Weltkriegs aussehen würden. Im März 1946 war ein Operationskonzept fertiggestellt und bis Mitte 1947 wurde die Pincher-Studienfamilie als gemeinsamer Entwurfskriegsplan ausgearbeitet. Anstelle einer Wiederholung der Operation Overlord von 1944 schlug das JWPC vor, dass der eventuelle gemeinsame und kombinierte Gegenangriff durch das östliche Mittelmeer und den Nahen Osten erfolgen sollte. Der Wiederaufbau Westeuropas und des Nahen Ostens würde dann auf Kosten von Militäroperationen im Pazifik in den Mittelpunkt rücken, wo die Vereinigten Staaten wahrscheinlich Truppen aus China und der koreanischen Halbinsel nach Japan und auf die Philippinen evakuieren würden. Die Gesamtaufgabe, wie sie schon im April 1946 umrissen wurde, bestand darin, „der UdSSR durch militärische Aktionen in Verbindung mit unseren Verbündeten Friedensbedingungen aufzuerlegen, die für die Vereinigten Staaten und ihre Verbündeten annehmbar sind“. Die Planer der Studie definierten dabei nicht, was sie unter „akzeptablen“ Friedensbedingungen verstanden und ließen die Rolle der Kernwaffen beidseitig sehr vage.
Die Verabschiedung des National Security Act im Juli 1947 fiel mit Änderungen in der Herangehensweise der gemeinsamen Planer an ihre Arbeit zusammen. Die JWPC, jetzt die Joint Strategic Plans Group (JSPG), beschloss, Pincher in den Kurzstreckenkriegsplan Broiler zu verwandeln. Broiler war im November 1947 der erste gemeinsame Kriegsplan, der ausdrücklich den Einsatz von Atomwaffen gegen die Sowjetunion durch strategische Bombenangriffe von Stützpunkten im Vereinigten Königreich, Okinawa und Ägypten oder Pakistan vorsah.